# Иван Марис
Иван Марис (16. јануар 1910 — 13. мај 1982) био је бразилски фудбалер који је играо на средини терена. Рођен је у Белему, а умро је у Рио де Жанеиру.
Целу играчку каријеру (1928—1936) провео је у Флуминенсеу, а освојио је једно државно првенство у Рио де Жанеиру 1936. Био је на списку бразилске репрезентације за Светско првенство 1930. Међутим, на истом није одиграо ниједну утакмицу. 
Умро је у 72. години.

## Трофеји

### Клуб
- Шампионат Кариока (1):

Флуминенсе: 1936.

### Репрезентативни
- Куп Рока (2):

Бразил: 1931, 1932.